# Hyalina
Hyalina là một chi ốc biển, là động vật thân mềm chân bụng sống ở biển trong họ Marginellidae, họ ốc mép.

## Các loài
theo Cơ sở dữ liệu sinh vật biển (WoRMS), the following species with valid names are gồm cód withtrong genus Hyalina:

- Hyalina albocylindrus Lussi & Smith, 1999[4]
- Hyalina borroi Espinosa & Ortea, 1998
- Hyalina brocktoni (Shackleford, 1914)
- Hyalina chicoi Espinosa & Ortea, 1999
- Hyalina cineracea (Dall, 1889)
- Hyalina cotamago Yokoyama, 1922
- Hyalina cubensis Espinosa & Ortea, 1999
- Hyalina cylindrica (G.B. Sowerby II, 1846)
- Hyalina dearmasi Espinosa & Ortea, 2003
- Hyalina discors Roth, 1974
- Hyalina ealesae (Powell, 1958)[5]
- Hyalina electrina (G.B. Sowerby, 1892)
- Hyalina gibberuliformis Bozzetti, 1997
- Hyalina helena (Thiele, 1925)
- Hyalina hyalina (Thiele, 1913)
- Hyalina keenii (Marrat, 1871)
- Hyalina lucida (Marrat, 1877)
- Hyalina pallida (Linnaeus, 1758)
- Hyalina perla (Marrat, 1876)
- Hyalina perovula Yokoyama, 1922
- Hyalina redferni Espinosa & Ortea, 2002
- Hyalina sagamiensis Kuroda, Habe & Oyama, 1971
- Hyalina sowerbyi Turton, 1932
- Hyalina vallei Espinosa & Ortea, 2002